# Gothams änglar
Gothams änglar, orig. Birds of Prey, är en amerikansk TV-serie från 2002. TV-serien bygger på den tecknade serien Birds of Prey som publicerats av DC Comics.

## Handling
Serien handlar om tre kvinnliga hjältar som upprätthåller lag och ordning i New Gotham City.